# Sinamia
Sinamia is een geslacht van uitgestorven amiiforme straalvinnige beenvissen uit het Vroeg-Krijt van China en Japan. Net als de verwante moddersnoeken heeft hij een langwerpige, laaglopende rugvin, hoewel deze waarschijnlijk convergerend is geëvolueerd.

## Soorten
- Sinamia zdanskyi Stensiö, 1935 Meng-Yin-formatie, Shangdong, China, Vroeg-Krijt
- Sinamia huananensis Su, 1973 Yangtang-formatie, Anhui, China, Vroeg-Krijt
- Sinamia chinhuaensis Wei, 1976 Guantou-formatie, Zhejiang, China, Vroeg-Krijt
- Sinamia luozigouensis Li, 1984 Luozigou-formatie, Jilin, China, Vroeg-Krijt
- Sinamia poyangica Su and Li, 1990 Shixi-formatie, Jiangxi, China, Vroeg-Krijt
- Sinamia liaoningensis Zhang, 2012 Yixian-formatie, Jiufotang-formatie, Liaoning, China, Vroeg-Krijt (Aptien)
- Sinamia kukurihime Yabumoto, 2014 Kuwajima-formatie, Ishikawa, Japan, Vroeg-Krijt (Barremien)
- Sinamia lanzhoensis Peng, Murray, Brinkman, Zhang & You, 2015 Hekou Group, Gansu, China, Vroeg-Krijt